# Colbusa
Colbusa is een geslacht van vlinders van de familie spinneruilen (Erebidae).

## Soorten
- C. discrepana (Karsch, 1896)
- C. euclidica Walker, 1865
- C. restricta Hampson, 1918